# Utrinden
Utrinden (norwegisch für Äußerer Grat) ist eine Landspitze im antarktischen Königin-Maud-Land. Sie liegt an der Nordwestseite des Hügels Kuven nahe dem südwestlichen Ende der Kirwanveggen.
Norwegische Kartografen, welche die Landspitze auch benannten, nahmen anhand von Luftaufnahmen und Vermessungen der Norwegisch-Britisch-Schwedischen Antarktisexpedition (1949–1952) und Luftaufnahmen der Dritten Norwegischen Antarktisexpedition (1956–1960) eine Kartierung vor.